# Amaro da Silveira
Amaro, właśc. Amaro da Silveira (ur. 11 października 1901 w Rio de Janeiro) – brazylijski piłkarz grający na pozycji napastnika.

## Kariera klubowa
Amaro karierę piłkarską rozpoczął w klubie Goytacaz FC na początku lat dwudziestych. W latach 1926–1930 grał w klubie Comercial Atlético Clube (Espírito Santo). W 1930 roku krótko grał w Sport Club Brasil, po czym wrócił do Goytacaz FC, w którym zakończył karierę w 1936 roku. Z Goytacaz dwukrotnie zdobył tytuł mistrza miasta Campos – Campeonato da Cidade de Campos w: 1932 i 1933 roku.

## Kariera reprezentacyjna
Amaro wziął udział w turnieju Copa América 1923. Brazylia zajęła czwarte, ostatnie miejsce, a Amaro zagrał we wszystkich trzech meczach turnieju z Argentyną, Urugwajem i Paragwajem. Ostatni raz w reprezentacji zagrał 9 grudnia 1923 w meczu z Argentyną w Buenos Aires. Łącznie w barwach Canarinhos zagrał sześć razy. Jedyną bramkę w reprezentacji zdobył w nieoficjalnym meczu z Durazno 28 listopada 1923.